# Chan al-Baghdadi
Chan al-Baghdadi (arabisch خان البغدادي, DMG Ḫān al-Baġdādī, Khan al-Baghdadi oder auch al-Baghdadi) ist eine irakische Stadt im Gouvernement al-Anbar. Sie liegt am Ufer des Euphrat.
Am 4. Oktober 2011 griffen zwei Selbstmordattentäter einen Gebäudekomplex der Sicherheitskräfte an, wobei einer seinen Sprengstoffgürtel zündete. Daraufhin stürmten sieben Aufständische den Komplex und nahmen 25 Geiseln. Die Polizei und Armee beendeten die Geiselnahme schließlich gewaltsam. Insgesamt starben elf Menschen. Im Februar 2015 verbrannten ISIS-Kämpfer in Chan al-Baghdadi mindestens 45 Personen bei lebendigem Leibe. Am 6. März 2015 wurde die Stadt von irakischen Kräften zurückerobert.